# Thorsten Margis
Thorsten Margis (Bad Honnef, 14 augustus 1989) is een Duits bobsleeremmer. 
Margis won als remmer van Francesco Friedrich vanaf 2015 drie wereldtitels op rij in de tweemansbob en in 2017 ook de gedeelde wereldtitel in de viermansbob. In 2017 behaalde hij samen met Friedrich grote successen op de Olympische Winterspelen 2018, met het winnen van de gedeelde gouden medaille in de tweemansbob met de Canadezen Justin Kripps en Alexander Kopacz en de gouden medaille in de viermansbob. Vier jaar later won Margis samen met Friedrich wederom twee olympische titels.

## Resultaten

### Olympische Winterspelen
| Jaar | Plaats      | Resultaten                            |
| ---- | ----------- | ------------------------------------- |
| 2014 | Sotsji      | 10e in de viermansbob                 |
| 2018 | Pyeongchang | in de tweemansbob · in de viermansbob |
| 2022 | Peking      | in de tweemansbob · in de viermansbob |

### Wereldkampioenschappen
| Jaar | Plaats       | Resultaten                               |
| ---- | ------------ | ---------------------------------------- |
| 2013 | Sankt Moritz | 13e in de viermansbob 4e in de estafette |
| 2015 | Winterberg   | in de tweemansbob · 4e in de viermansbob |
| 2016 | Igls         | in de tweemansbob · in de viermansbob    |
| 2017 | Königssee    | in de tweemansbob · in de viermansbob    |
| 2019 | Whistler     | in de tweemansbob · in de viermansbob    |
| 2020 | Altenberg    | in de tweemansbob                        |
| 2021 | Altenberg    | in de viermansbob                        |
| 2023 | Sankt Moritz | in de viermansbob                        |
| 2024 | Winterberg   | in de viermansbob                        |

1932: Hubert Stevens / Curtis Stevens ·
1936: Ivan Brown / Alan Washbond ·
1948: Felix Endrich / Friedrich Waller ·
1952: Andreas Ostler / Lorenz Nieberl ·
1956: Lamberto Dalla Costa / Giacomo Conti ·
1964: Anthony Nash / Robin Dixon ·
1968: Eugenio Monti / Luciano De Paolis ·
1972: Wolfgang Zimmerer / Peter Utzschneider ·
1976: Meinhard Nehmer / Bernhard Germeshausen ·
1980: Erich Schärer / Josef Benz ·
1984: Wolfgang Hoppe / Dietmar Schauerhammer ·
1988: Jānis Ķipurs / Vladimir Kozlov ·
1992: Gustav Weder / Donat Acklin ·
1994: Gustav Weder / Donat Acklin ·
1998: Günther Huber / Antonio Tartaglia en Pierre Lueders / David MacEachern ·
2002: Christoph Langen / Markus Zimmermann ·
2006: André Lange / Kevin Kuske ·
2010: André Lange / Kevin Kuske ·
2014: Beat Hefti / Alex Baumann ·
2018: Francesco Friedrich / Thorsten Margis en Justin Kripps / Alexander Kopacz ·
2022: Francesco Friedrich / Thorsten Margis
1924: Scherrer / Neveu / A.Schläppi / H.Schläppi ·
1928: Fiske / Tucker / Mason / Gray / Parke ·
1932: Fiske / Eagan / Gray / O'Brien ·
1936: Musy / Gartmann / Bouvier / Beerli ·
1948: Tyler / Martin / Rimkus / D'Amico ·
1952: Ostler / Kuhn / Nieberl / Kemser ·
1956: Kapus / Diener / Alt / Angst ·
1964: V.Emery / Kirby / Anakin / J.Emery ·
1968: Monti / De Paolis / Zandonella / Armano ·
1972: Wicki / Leutenegger / Camichel / Hubacher ·
1976: Nehmer / Babock / Germeshausen / Lehmann ·
1980: Nehmer / Musiol / Germeshausen / Gerhardt ·
1984: Hoppe / Wetzig / Schauerhammer / Kirchner ·
1988: Fasser / Meier / Fässler / Stocker ·
1992: Appelt / Schroll / Winkler / Haidacher ·
1994: Czudaj / Brannasch / Hampel / Szelig ·
1998: Langen / Zimmermann / Jakobs / Hampel ·
2002: Lange / Kühn / Kuske / Embach ·
2006: Lange / Hoppe / Kuske / Putze ·
2010: Holcomb / Mesler / Tomasevicz / Olsen ·
2014: Melbārdis / Dreiškens / Vilkaste / Strenga  ·
2018: Friedrich / Bauer / Grothkopp / Margis   ·
2022: Friedrich / Margis / Bauer / Schüller